# Joseph W. Chalmers
Joseph W. Chalmers (Halifax megye, 1806. december 20. – Holly Springs, 1853. június 16.) az Amerikai Egyesült Államok szenátora (Mississippi, 1845–1847).